# Alan Hale (astronome)
Pour les articles homonymes, voir Alan Hale et Hale.
Alan Hale est un astronome américain qui a co-découvert la comète Hale-Bopp en 1995.
Né à Tachikawa, au Japon, en 1958, Hale a passé sa jeunesse à Alamogordo. Après avoir servi dans la Marine des États-Unis, il a travaillé à partir de 1983 au Jet Propulsion Laboratory pendant deux ans et demi. Il a quitté le JPL pour reprendre ses études à l'université d'État du Nouveau-Mexique à Las Cruces, où il a obtenu en 1992 un doctorat en astronomie. Compte tenu de la faiblesse du marché de l'emploi pour les astronomes, il a fondé le Southwest Institute for Space Research en 1993.
Il est notamment connu pour avoir découvert la comète Hale-Bopp (C/1995 O1), avec Thomas Bopp, en 1995.
L'astéroïde (4151) Alanhale a été nommé en son honneur.